# V. László magyar király
V. László, ragadványnevén Utószülött László (németül: Ladislaus Postumus, csehül: Ladislav Pohrobek; Komárom, 1440. február 22. – Prága, 1457. november 23.) Ausztria hercege 1440-től, majd első főhercege 1453-tól, cseh király 1453-tól, valamint Magyarország királya 1444-től haláláig. Habsburg Albert király és Luxemburgi Erzsébet királyné negyedik gyermeke. Bár Magyarországon már 1440-ben, csecsemőként királlyá koronázták, de uralkodását csak 1444-ben kezdhette meg, akkor is csak névlegesen. A második Habsburg a magyar trónon, és az egyetlen olyan Habsburg-házi király, aki Magyarországon született. A Habsburg-dinasztia alberti, senior ágának utolsó férfitagja.

## Gyermekkora
Négy hónappal apja halála után született, ezért Utószülött (Postumus) Lászlónak is hívják. Nagykorúként csak 1453–1457 között uralkodott, de 1440-től koronázott király volt, akit az ország egy része elismert, az egész ország azonban csak I. Ulászló halála után, 1445-ben ismerte el királynak. Kiskorúsága idején Hunyadi János kormányzott helyette.
Apja Albert magyar, német és cseh király, Ausztria hercege, anyja Erzsébet, Zsigmond és Cillei Borbála lánya. Testvérei: Anna hercegnő és Erzsébet lengyel királyné, valamint a még az ő születése előtt, 1435-ben elhunyt bátyja, György, aki csak pár órát élt. II. Ulászlónak a nagybátyja, aki másfél éves volt, mikor V. László meghalt.
Amikor László megszületett, a magyar rendek – Hédervári Lőrinc nádor támogatásával – már behívták magyar királynak a magyarul folyékonyan beszélő I. Ulászló lengyel királyt és küldöttséget menesztettek hozzá, azonban V. László anyja a magyar királyi koronát Kottanner Jánosné nevű udvarhölgyével ellopatta a visegrádi várból, és Komáromba vitette.
Az anyakirályné rábeszélésére Szécsi Dénes esztergomi prímás-érsek – többek között Cillei Ulrik gróf, valamint Újlaki Miklós és Garai László bánok jelenlétében, 1440. május 15-én Székesfehérvárott a Szent Koronával magyar királlyá koronázta Lászlót.
I. Ulászló 1440. június 29-ére Budára országgyűlést hirdetett, ahol a magyar rendek őt újból királlyá választották.
Az anyakirályné, aki a megkoronázott gyermekkirállyal és a koronával már korábban Pozsonyba menekült, és mivel a magyar főurak többsége tőle elpártolt, fiát előbb VI. Albert stájer herceg, majd annak bátyja, III. Frigyes gondjaira bízta.
Az 1444. november 10-i várnai csata után majdnem kétéves interregnum következett, ugyanis nem lehetett biztosan tudni, hogy I. Ulászló valóban elesett-e, vagy túlélte a vesztes csatát. Végül az 1446. áprilisi országgyűlésen döntés született, hogy amennyiben a király május 30-ig nem tér haza, a gyermek Lászlót a magyar rendek királyuknak ismerik el. Nemsokára küldöttséget is menesztettek Frigyeshez, hogy engedje szabadon a gyermekkirályt, ő azonban ezt megtagadta. Szükségmegoldásként, a magyar országgyűlés Hunyadi Jánost választotta kormányzónak, a csehek pedig Podjebrád Györgyöt tették meg régensüknek.
1451 őszén Frigyes, római császárrá koronázására, magával vitte Rómába a fogoly Lászlót is. Ekkor az alsó-ausztriai rendek beleegyezésével is, Ulrich Eitzinger gróf biztatására, Kaspar Wendel nevelő megpróbálta megszöktetni, de a cselszövés kitudódott, és maga a nevelő is börtönbe került.

## Uralkodóként
1452. március elején a magyar és az alsó-ausztriai rendek, akikhez közben csatlakoztak a felső-ausztriai, a cseh és morvaországi rendek is, szövetségre léptek Frigyes ellen, és június 20-án, amikor Frigyes a gyermek Lászlóval Bécsújhelyre érkezett, 16 ezres osztrák és cseh haderő kerítette be. A fegyveres erő megtette hatását: a császár átadta Cillei Ulrik grófnak a 13 éves Lászlót. Ő ekkor – nyilván Cillei és a környezetében lévő más főurak segítségével – november 11-ére Bécsbe (tehát példátlan módon az ország határain kívülre) országgyűlést hívott össze, ahol a magyar rendek nagy számban meg is jelentek. Némi késéssel (december 28-án) megérkezett Hunyadi János is, akinek kormányzói tisztsége megszűnt, de Magyarország „királyi főkapitányává és a királyi jövedelmek kezelőjévé” nevezték ki, tehát lényegében továbbra is kormányzóként járt el.

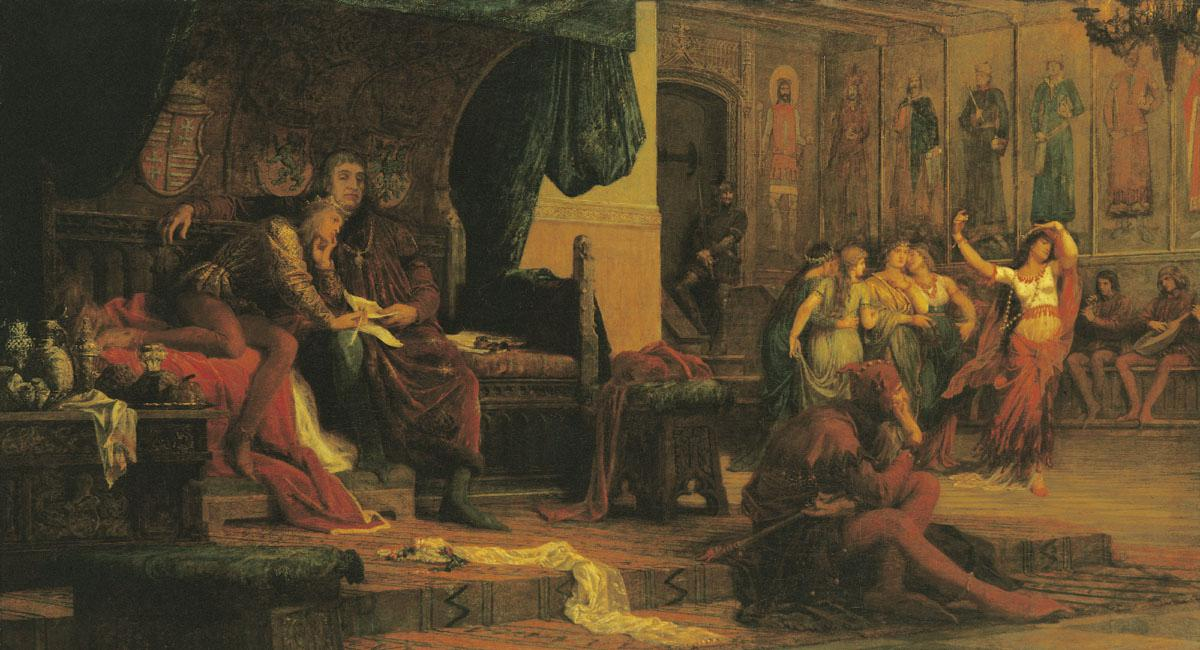
Székely Bertalan: V. László és Cillei Ulrik

Enea Silvio Piccolomini, sienai püspök (a későbbi II. Piusz pápa), Frigyes császár bizalmasa elfogultan és rosszallóan írta le az ifjú király egy bécsi napját: „Reggel, alighogy ágyából felkel, görög csemegeborral és cukorba főtt dióval kínálják, mely után misét hallgat, majd amikor termeibe visszatér, terített asztal várja, szárnyas sültekkel és magyar borral. Ebédre mindig legalább tizenhárom fogást és erős osztrák borokat szolgálnak föl, ezalatt bohócok, énekesnők és táncosnők előadásaikkal a király érzékiségére hatnak, míg gyenge elméjét hízelgő udvaroncok a nagyság álomképeivel töltik meg.
 Ebéd után a király pihen. Mikor felébred, erős bor és gyümölcsbefőtt az érzékeket új gyönyörökre teszik fogékonnyá. Ekkor a király néha a tanácsosokkal tart megbeszélést, de legtöbbször a városba lovagol kecses hölgyek látogatására. Visszajövet készen találja a vacsorát, mely válogatott gyönyöreivel késő éjjelig tart. És ennek dacára lefekvés előtt újból borral és cukros gyümölccsel kínálják.”

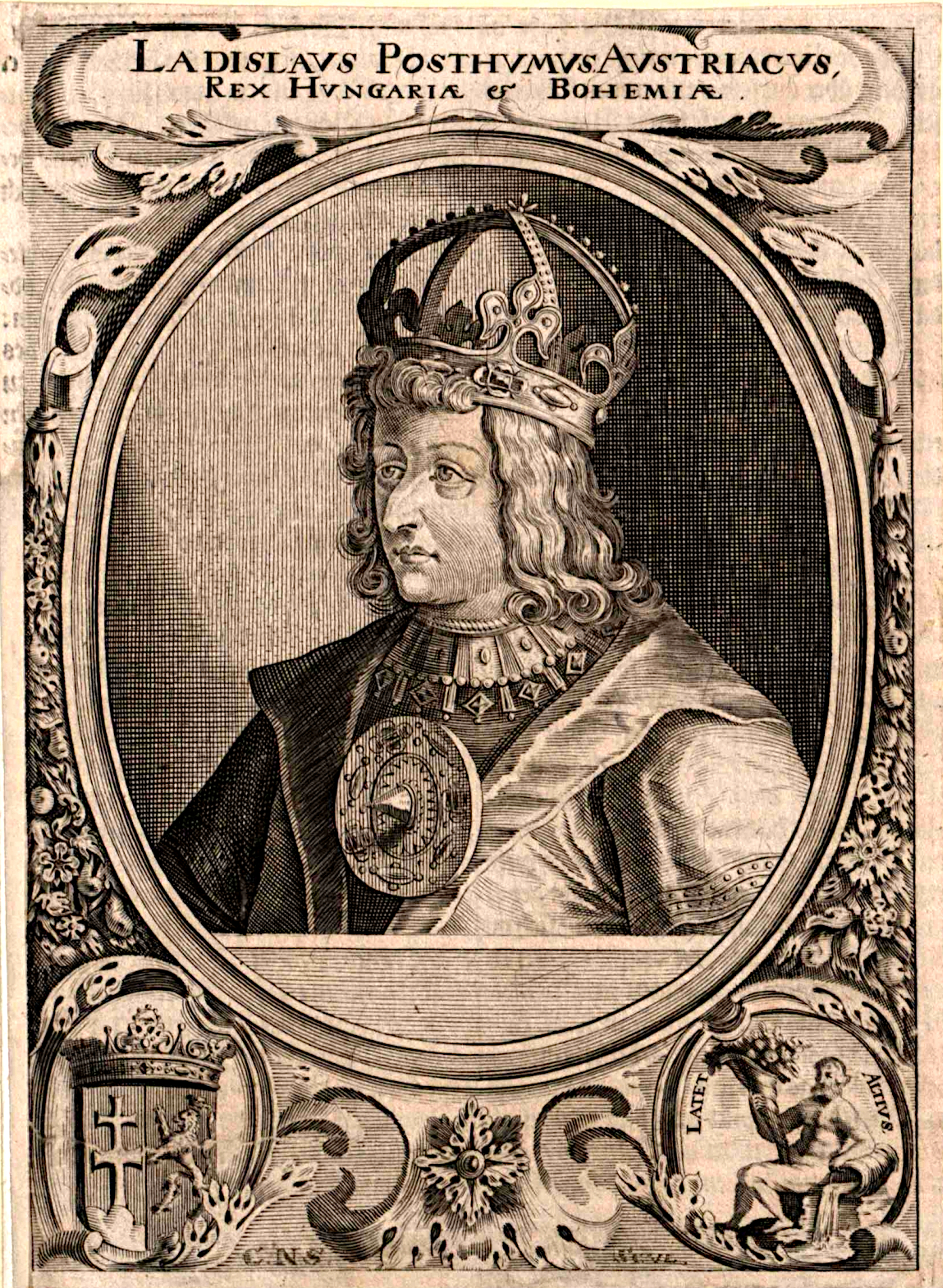
Ladislaus Posthumus Austriacus Rex Hungariae et Bohemiae

1453. szeptember 28-án az osztrák rendek Hunyadi és Podjebrád egyetértésével eltávolították Cillei Ulrikot László környezetéből, a királyt pedig Prágába vitték, ahol Podjebrád felügyelte – gyakorlatilag fogságban tartotta. Magyarországon Hunyadi maradt a tényleges úr. Ugyancsak Piccolomini püspök jegyezte fel az osztrák és magyar főurak cinikus mondását: „Mi vadásztunk, de a vad a cseheknek jutott!”.
Hunyadi János, Vitéz János, Podjebrád György, két Sternberg gróf, négy Eizinger és Plankenstein Pongrác 1453. október 27-én írásban rögzítette szövetségét, egyelőre hat évre. Közben újból László közelébe került Cillei Ulrik, és harcba kezdett Hunyadi Jánossal a hatalomért.
1453. évi I. törvénycikk

hogy a király esküt tegyen

Először: A király ur esküdjék meg, hogy Magyarországát országlakosaival együtt mindazokban a szabadságokban és törvényekben, valamint elismert szokásokban, együtt és egyenként, sértetlenül meg fogja tartani, a melyekben elődjei, úgymint nagyatyja, Zsigmond császár ur és atyja, Albert ur, ugyanezt az országot és lakosait megtartották és megoltalmazták.

- 1. § És hogy Magyarország határait nem fogja elidegeniteni, hanem tehetségéhez képest megvédi és az elidegenitetteket visszaszerzendi.

Hunyadi és Cillei az ország főurainak közvetítésével kibékült, és elhatározta, hogy gyerekeiket összeházasítva családi szövetségre lépnek. Hunyadi fiát (Mátyást) mintegy túszként Prágába menesztette  Cillei és V. László mellé, Cillei pedig Erzsébet leányát a Hunyadi-család birtokára Vajdahunyad várába küldte, aki azonban ott hamarosan meghalt.

## Ismét Magyarországon
1455. február 6-án László trónra lépése óta először (15 éves volt ekkor) Budára érkezett, de az elég hűvös fogadtatás miatt május végén máris visszatért Bécsbe.
1456. augusztus 11-én, a nándorfehérvári diadal után nem sokkal meghalt Hunyadi János. Az 1456. októberi futaki országgyűlés Cillei Ulrikot tette Magyarország kormányzójává. Az országgyűlésen Hunyadi László, Hunyadi János elsőszülött fia, Hunyadi Mátyás bátyja csak azzal a feltétellel jelent meg, hogy az apja által kezelt királyi vagyonokkal nem kell elszámolnia; viszonzásul megígérte Nándorfehérvár mint királyi birtok átadását.

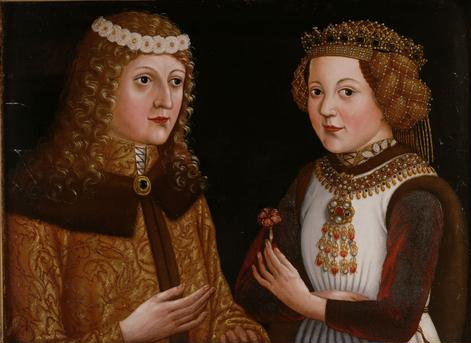
V. László menyasszonyával, Valois Magdolna francia hercegnővel, eljegyzési portré, Bécs, 1460–1480 között, Szépművészeti Múzeum (Budapest)

László király 4000 fegyveressel 1456. november 8-án érkezett hajón Futakról Nándorfehérvárra. Kíséretében volt természetesen Cillei Ulrik is. Hunyadi László nagybátyjával, Szilágyi Mihállyal sajkán ment a király elébe. A királyt, Cilleit és még néhány urat a várba hívták, de az őket kísérő fegyveresek előtt hirtelen bezárták a várkaput. Másnap Hunyadi László rövid szóváltás után karddal megölte Cilleit, és kényszerítette a fiatal királyt, hogy nevezze ki őt az ország főkapitányává. Buda felé hazatértében a király Temesvárott időzött, ahol újabb megaláztatás érte: Hunyadi János özvegye, Szilágyi Erzsébet előtt meg kellett esküdnie, hogy Cillei haláláért a Hunyadi testvéreken nem áll bosszút, sőt, a két Hunyadi fiút testvéréül kellett fogadnia.
A kényszer alatt tett esküt semmisnek tekintve a király Budán elfogatta a két Hunyadi fiút és híveiket. 1457. március 16-án Hunyadi Lászlót lefejeztette, a 14 éves Mátyást pedig fogságba vetette és május második felében magával vitte Bécsbe, majd szeptember végén a prágai rabságba.
Hunyadi János özvegye, Szilágyi Erzsébet és testvérbátyja, Szilágyi Mihály valóságos polgárháborús állapotokat idézett elő Erdélyben. Júniusban rátámadtak a királyhűségüket hangoztató besztercei és szebeni szászokra; Besztercét felgyújtották, sokakat kivégeztek vagy megcsonkítottak.

## Házassági előkészületei
A Prágába 1457. szeptemberben megérkező király előkészületeket tett jegyesének, VII. Károly francia király Magdolna nevű leányának fogadására.

## Halála

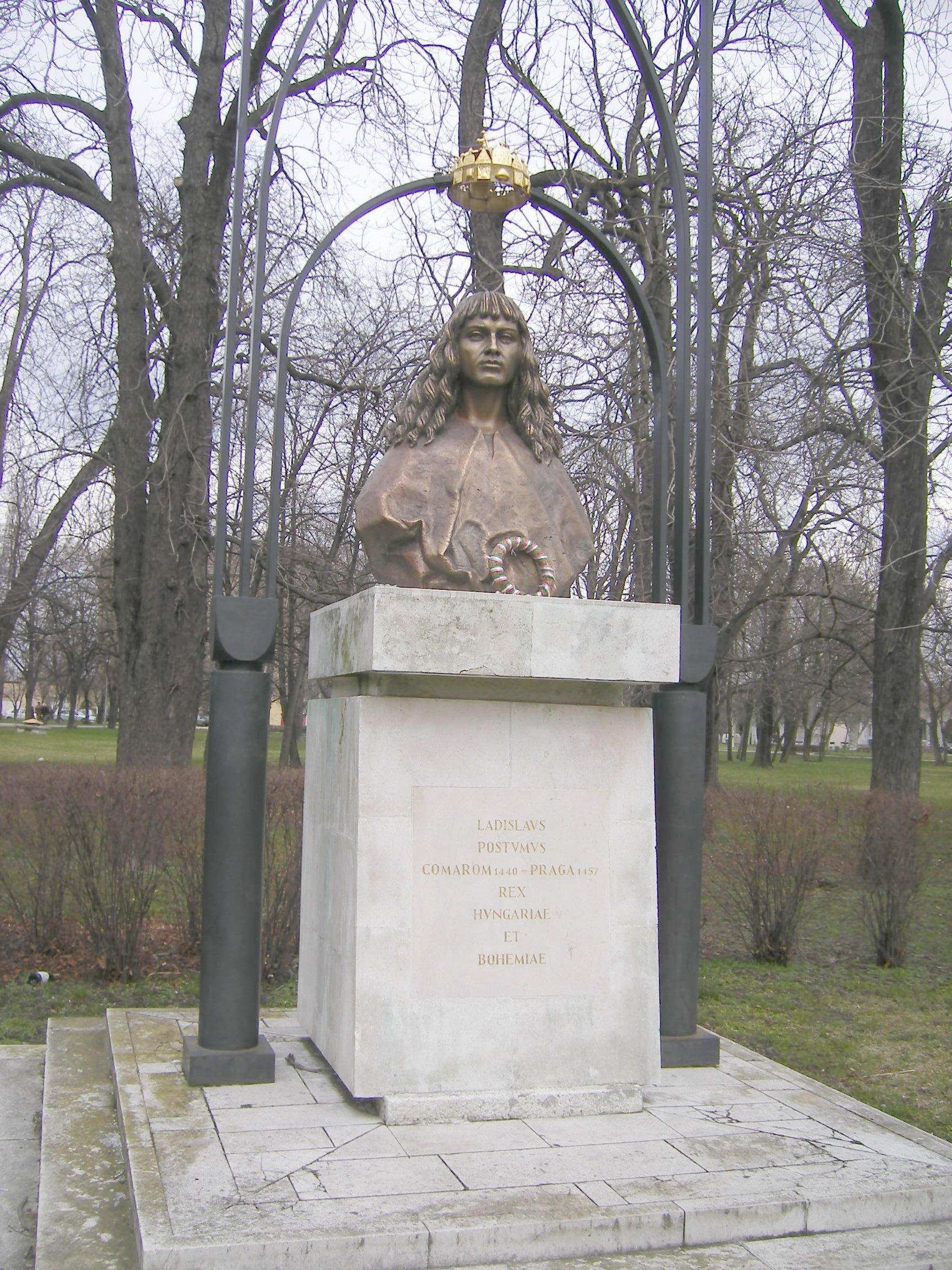
V. László mellszobra Révkomáromban

A frigy előkészítése alatt, 1457. november 23-án, háromnapos heveny betegség végén, 17 éves és 9 hónapos korában meghalt. Halála után azonnal változatos híresztelések kaptak szárnyra annak okáról – a skála az arzénmérgezéstől (amivel Podjebrád György feleségét, Rožmital Johannát gyanúsították) a bubópestisig terjedt. A modern kutatások szerint a halál oka valószínűleg leukémia volt. A feltételezések helyét a bizonyítékok az 1980-as években vették át, amikor Emanuel Vlček cseh antropológus és kutatócsoportja 1984-ben exhumálta a király földi maradványait a prágai Szent Vitus-székesegyház királyi kriptájában. Az orvosi-antropológiai vizsgálatok eredményeit 1986-ban publikálták. Kimutatták, hogy a király a csontvelőt veszélyeztető daganatos betegségben szenvedett. A cseh történészek többsége elfogadta az eredményeket, de nem mindenki. Ezért 2016-ban David Papajík történész, a Palacký Egyetem tanára orvostudósok bevonásával felülvizsgálta, és a történeti ismeretekkel összevetette a 30 éves eredményeket. A magyarul a Történelmi Szemle 58. évf. 1. számában megjelent összefoglaló tanulmány helytállónak ismeri el Vlček és szerzőtársainak megállapításait, és az újabb ismeretek birtokában pontosítja azok egyes elemeit. A legvalószínűbbnek az tűnik, hogy a király fehérvérűségben, méghozzá ún. akut B-limfoblasztos leukémiában halt meg. A tünetek egy részét (vérzés, üszkösödés, a végső fázisban gyors állapotromlás) a korabeli leírások is alátámasztják. A maradványokról készült röntgenfelvételek alapján a gyors lefolyású kór a csontokat és a nyirokcsomókat is megtámadta.

## Alakja az irodalomban
V. László évszázadok óta az egyik legnegatívabb megítélésű magyar uralkodó a magyar köztudatban. Ennek oka abban keresendő, hogy V. László halála után Hunyadi Mátyás lépett trónra és az ő uralkodása alatt Thuróczi János krónikája a korábbi királyt és a Cillei-Garai családot negatív színben tüntette fel. Ez a negatív kép hagyományozódott át aztán a magyar társadalom történeti szemléletmódjába.
Erkel Ferenc Hunyadi László című operájában némelykor pozitív személyiségnek tűnik (Meghalt a cselszövő, nem dúl a rút viszály, országunk élni fog, mert László nagy király, hűségnek győzedelmét halljad, nagyvilág, Éljen a drága hon, a bölcs, a jó király), de ugyanakkor esküjét megszegő, ártatlant kivégző személynek is.
Arany János V. László című versében egy gyötrődő, ugyanakkor a magyar történelem szempontjából mindenképpen negatív személyként jellemzi a cseh földre menekülő királyt, akinek a legnagyobb bűne a Hunyadiak hatalmának ellehetetlenítése (ezen belül Hunyadi László kivégeztetése) volt.
Másfelől Villont is megihlette az ifjú magyar és cseh király váratlan és tragikus halála, amit a Ballada tűnt idők lovagjairól című versében is megörökített, mikor a Franciaországban nagy visszhangot kiváltott haláleset után négy évvel szabadult a Meung-sur-Loire-ban lévő börtönéből. A költeményben Lancelotnak nevezi Lászlót, amit viszont Szabó Lőrinc Ulászlóként ad vissza fordításában, igaz Villon is csak cseh királyként (le roy de Behaigne) emlékezik meg V. Lászlórólː
Elhagyom mások neveit,

Létünk ábrándképpel rokon,

Hisz minden a sírba bukik,

S menedékre nincs alkalom.

Még csak egy kérdés van soron:

Hol van Ulászló, a csehek

Ura? S nagyapja? Semmi nyom!...

S a hős Nagy-Károly hova lett?!